# Ramsewak Shankar
Ramsewak Shankar (ur. 6 listopada 1937) – surinamski polityk, prezydent kraju w latach 1988–1989.

## Biografia
Przedstawiciel największej południowoazjatyckiej społeczności w Surinamie. Ukończył studia na Wageningen University & Research w Holandii. Minister rolnictwa i rybołówstwa (1969–1971). Był członkiem Postępowej Partii Reform. W listopadzie 1987 wybrany przez Zgromadzenie Narodowe prezydentem Surinamu. Odsunięty od władzy poprzez bezkrwawy zamach stanu Dési Bouterse’a w grudniu 1990.